# Gouverneur Tripel
Gouverneur Tripel is een Nederlands bovengistend bier dat wordt gebrouwen bij Bierbrouwerij Lindeboom in Neer.
Het is een goudblond bier met een alcoholpercentage van 8,2%. Gouverneur Tripel werd in 2012 voor het eerst op de markt gebracht. 
In 2014 is de naam van het bier licht aangepast, voorheen heette het bier Gouverneur Triple (Franse naam).